# Звукоряд
Звукоря́д (др.-греч. τάξις τῶν φθόγγων, лат. vocum ordo, нем. Tonreihe или нем. Tonleiter, англ. scale, фр. échelle, итал. scala musicale) в теории музыки — последовательность звуков, расположенных по высоте в восходящем или нисходящем порядке. Отдельные звуки в таком ряду в теории музыки именуются ступенями (по аналогии со ступенями лестницы). В русской музыковедческой литературе конца XIX и первой половины XX века наряду с термином «звукоряд» употреблялся термин «ска́ла».

## Общая характеристика
Звукоряд — простейшая первичная систематизация звуков для их осмысления или изучения, устанавливающая высоту и количество каких-либо звуков независимо от их связи между собой. Слово «звукоряд» употребляется в теории музыки, в музыкальной акустике и в инструментоведении в различных смыслах:
- по отношению к музыкальным инструментам с фиксированной высотой тона (говорят, например, о звукоряде тара, лютни, фортепиано и т.д.);
- по отношению к целостным музыкальным системам; в этом случае под звукорядом подразумевают совокупность всех звуков этих систем, понимаемых как материал (materia) для создания музыкального произведения (например, Полная система древнегреческой музыки, полный звукоряд церковной музыки в учении Гвидо Аретинского, обиходный звукоряд знаменного распева, 17-ступенный октавный звукоряд макама и т.п.);
- для представления родов интервальных систем (говорят, например, о диатоническом, хроматическом, пентатоническом и других звукорядах);
- в смысле категории лада, тонального или модального (говорят, например, о мажорном и минорном звукорядах, о ладовых звукорядах восточной макамо-мугамной традиции, о звукорядах натуральных ладов и др.);
- по отношению к любым другим, естественным (например, натуральный звукоряд) или искусственно выстроенным (например, звукоряд равномерно темперированной октавы) последовательностям тонов.

## Звукоряд и гамма
В русской и французской традициях ладовые октавные звукоряды также называются «гаммами», например, в словосочетаниях (в учебной литературе) «гаммы и арпеджио», «ми-мажорная гамма» (вместо звукоряд ми-мажора), «гамма Римского-Корсакова» и «целотоновая гамма» (о звукорядах целотонового и уменьшённого симметричных ладов). Однако полной синонимии терминов «гамма» и «звукоряд» нет — не говорят о «додекафонной гамме» Нововенской школы, о «полной гамме» древних греков, о «гамме тара» и т.д.